# 熱忱者
熱忱者（俄語：страстотéрпец，羅馬化：strastoterpets，IPA：[strəstɐˈtʲɛrpʲɪts]），東方正教會用於聖人的頭銜之一，在拉丁教會中，則沒有相同的頭銜。
當一個人效法耶穌受難時的態度，以基督教會嘉許的方式面對死亡時，就可以冠上這個頭銜。類似於殉教者，熱忱者在面對死亡時仍然保持著對於上帝的虔誠與熱愛。但是兩者也有不同之處，殉教者是因為他們的信仰，遭到迫害而死，熱忱者的死因不一定與其信仰有關。因此所有的殉教聖人都可以被稱為熱忱者，但不是每個熱忱者都是殉教聖人。